# 2143 Jimarnold
2143 Jimarnold (1973 SA) là một tiểu hành tinh nằm trong vành đai chính, có đường kính khoảng 5 km. Tiểu hành tinh này được E. F. Helin phát hiện ngày 16 tháng 9 năm 1973 ở Palomar, và được đặt theo tên của Dr. James R. Arnold.